# Saga dei Völsungar

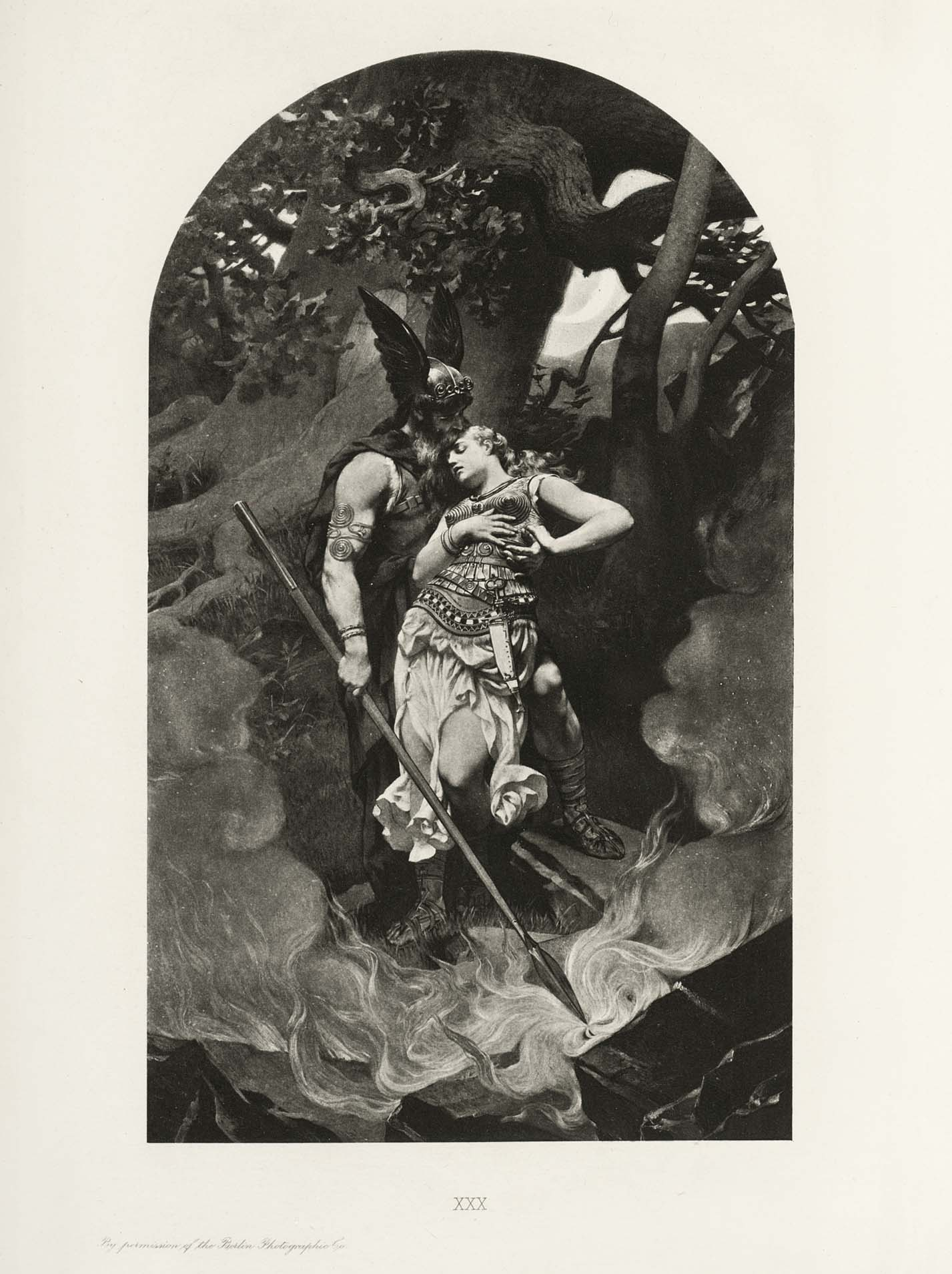
Wotan si congeda da Brunilde, illustrazione riprodotta da un dipinto di Konrad Dielitz (1892)

La Saga dei Völsungar, o Saga dei Volsunghi (in norreno: Völsunga saga), è una saga leggendaria scritta in prosa da un autore anonimo nell'Islanda del tardo XIII secolo, e costituisce il primo poema del Ciclo di Völsungr. Essa narra l'origine e il declino del clan dei Völsungar (i discendenti di Völsungr), il mito di Sigurðr (Sigfrido) e Brynhildr (Brunilde) insieme alla distruzione dei Niflúngar (Nibelunghi). La saga è ampiamente basata sui poemi eddici.
Le favole e i racconti dei Völsungar sono legate insieme tramite la narrazione di altre leggende nordiche e tra l'altro costituiscono le basi per le saghe degli eroi nell'Edda poetica.
Il protagonista della saga è l'eroe Sigurðr; le prime tre parti dell'opera sono incentrate sugli antenati di Sigurðr, mentre l'ultima parte sulla vicenda di Guðrún (Crimilde) e dei suoi parenti.
La più antica rappresentazione artistica della Saga dei Völsungar è la scultura di Ramsund ritrovata in Svezia, risalente al 1000 d.C. circa.

## Storia e diffusione
Le origini della saga possono essere considerate più antiche ed in parte riecheggia eventi realmente accaduti durante le invasioni barbariche del V secolo nell'Europa continentale, insieme alla distruzione del Regno dei Burgundi da parte degli Unni. Alcune poesie contenute nell'Edda Antica sono correlate agli episodi della leggenda dei Völsungar. D'altro canto l'unico manoscritto esistente della saga, codificato con la sigla di Ny kgl. Saml. 1824 b 4to e contenuto nella Biblioteca reale di Danimarca, risale al 1400 e si collega direttamente alla storia del semi-leggendario Ragnarr Loðbrók.
Il poema epico La canzone dei Nibelunghi, scritto in alto tedesco medio, è basato su queste antiche storie conosciute nelle terre germaniche dal medioevo, anche se rielabora il materiale della saga in una chiave più cavalleresca. La Saga dei Völsungar ebbe successo anche secoli più tardi e venne riadattata in numerosi contesti; tra le opere più famose che ne prendono spunto si possono citare L'anello del Nibelungo di Richard Wagner, The Story of Sigurd the Volsung and the Fall of the Niblungs di Eiríkr Magnússon e William Morris e La leggenda di Sigurd e Gudrún di J. R. R. Tolkien.

## Antefatti
Lo scrittore dell'opera rimane sconosciuto. La Saga dei Völsungar è basata su antichi cicli di poemi eroici; l'autore ha aggiunto nella prosa dei versi poetici ed un poema quasi completo che è presente anche nell'Edda poetica.
Tuttavia il personaggio di Sigfrido è ben più antico della saga che lo riguarda. Nelle favole egli viene messo in relazione ai principi della Borgogna del V secolo. La storia di Sigfrido è presente e conosciutissima in tutte le zone dove è approdata la cultura germanica, compresa naturalmente la Norvegia dei vichinghi, il resto della Scandinavia e alcune isole. Se ci sia stato effettivamente un personaggio realmente esistito da cui possano essere nate tali favole, ciò rimane un'incognita, sebbene alcuni avvenimenti narrati abbiano un fondo storico.
Secondo una stima, il 75% del materiale della Saga dei Völsungar è costituito dall'Edda, mentre il testo in prosa segue fedelmente il poema, ed infatti le parole utilizzate possono essere intraviste. In determinate parti dell'opera risulta evidente che l'autore si è ispirato a più di un poema eroico-epico per scrivere la narrazione della propria prosa. Inoltre, lo scrittore ha scelto uno stile letterario rievocativo rispetto alle Saghe degli Islandesi, "sembra che l'autore voglia scrivere una storia". I capitoli della saga che non hanno nessun legame con l'Edda partono dai 1-7 e sono incentrati sulle antiche generazioni di Volsunghi; i capitoli 11-13 parlano dell'ultima battaglia di Sigmund e la nascita di Sigfrido; rimangono da escludere i capitoli 15, 17, 23-31 e 42. Il capitolo 23 è probabilmente materiale preso in prestito dalla Þiðrekssaga, la quale ha molto in comune con la Saga dei Völsungar ed alcuni paragrafi dove la narrazione è differente. Il mito di Sigfrido viene rappresentato nella stessa maniera di quello di Nornagest.

## La scultura di Ramsund
La scultura di Ramsund descrive la vita di Sigfrido così come narrata nella Saga dei Völsungar:
1. Sigurðr siede nudo davanti al fuoco preparando il cuore del drago Fáfnir per farlo mangiare al padre adottivo Reginn (fratello di Fáfnir). Il cuore non è pronto quando Sigurðr lo tocca, bruciandosi e portando le dita alla bocca. Assaggia così il sangue del drago e ciò gli permette di comprendere il canto degli uccelli.
2. Gli uccelli rivelano a Sigurðr che Reginn lo tradirà, convincendolo a decapitare il padre adottivo.
3. Morte di Reginn.
4. Grani, il cavallo di Sigurðr, carico del tesoro del drago.
5. Sigurðr uccide Fáfnir.
6. Ótr.

## Traduzioni
- (NO) Vǫlsunga saga (PDF), traduzione di R.G. Flinch, Nelson, 1965  [tardo XIII secolo]. - Testo bilingue con traduzione in inglese
- (EN) The Saga of the Volsungs: The Norse Epic of Sigurd the Dragon Slayer, traduzione di Jessie L. Byock, University of California Press, 20 ottobre 2001  [1990], ISBN 978-0-520-92835-0.
- (EN) The Saga of the Volsungs[collegamento interrotto], traduzione di Erìkr Magnùsson e William Morris, Stilwell, Digireads.com Publishing, 2005, ISBN 1-4209-2666-7.